# Pont Hélène-Duc
Le pont Hélène-Duc, auparavant connue sous le nom de pont de la Grange-aux-Belles, du nom de la rue qui y conduit, est un pont routier de type tournant, franchissant le canal Saint-Martin, dans le 10e arrondissement de Paris.

## Situation et accès
Le pont franchit le bassin des Marais du canal Saint-Martin, en aval des écluses des Récollets, à proximité de la passerelle Arletty. Il relie le quai de Valmy au niveau de la rue de Lancry en rive droite, au quai de Jemmapes à hauteur de la rue de la Grange-aux-Belles, à laquelle il doit son nom, en rive gauche.
Ce site est desservi par la station de métro Jacques Bonsergent.

## Origine du nom
Il portait originellement le nom de la du nom de la rue qui y conduit.
Depuis une délibération du Conseil de Paris adoptée au mois d'avril 2025, elle rend hommage à Hélène Duc (1917-2014), comédienne de théâtre, de cinéma et de télévision, par ailleurs reconnue Juste parmi les nations.

## Description
Le pont Hélène-Duc relie des rues se trouvant à des niveaux assez bas par rapport au canal. Ainsi, un pont routier classique, comme les ponts de la Maria-Pacôme et Eugène-Varlin situés en amont, ne permettrait pas le passage des bateaux. C'est pour cette raison qu'un pont tournant a été construit.
Le pont est situé à proximité des écluses des Récollets mais il n'y a plus d'éclusier et le pont est télécommandé depuis l'écluse du Temple, située en aval sur le canal.

## Historique
Le pont actuel a été mis en service en 1885. Comme l'ensemble du canal Saint-Martin, il est inscrit à la liste des monuments historiques depuis le 23 février 1993.
Dans le film Hôtel du Nord de Marcel Carné (1938), l'hôtel éponyme est situé sur le quai de Jemmapes, à proximité du pont.

## Galerie de photographies

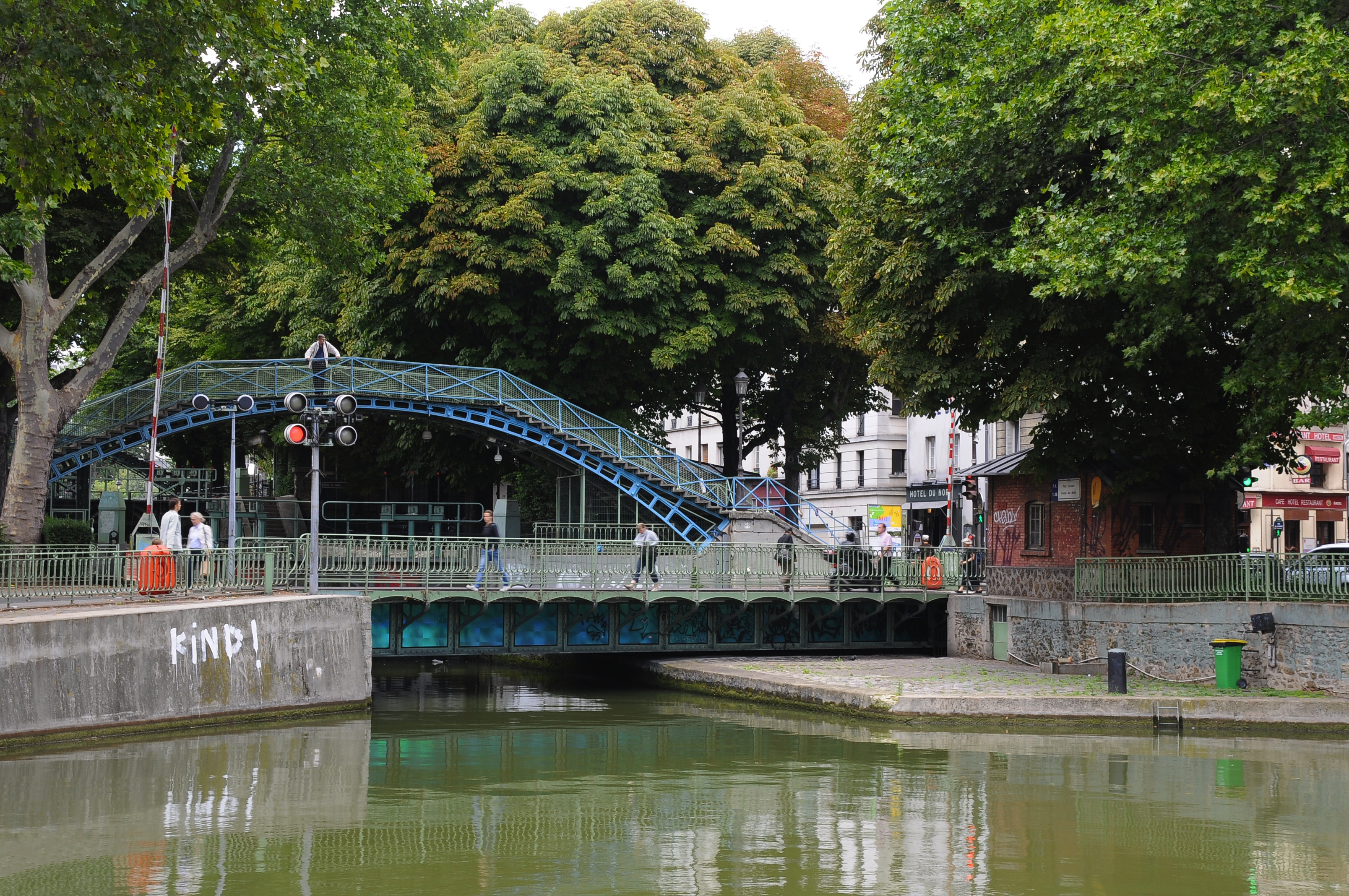
Vue depuis le quai de Valmy.
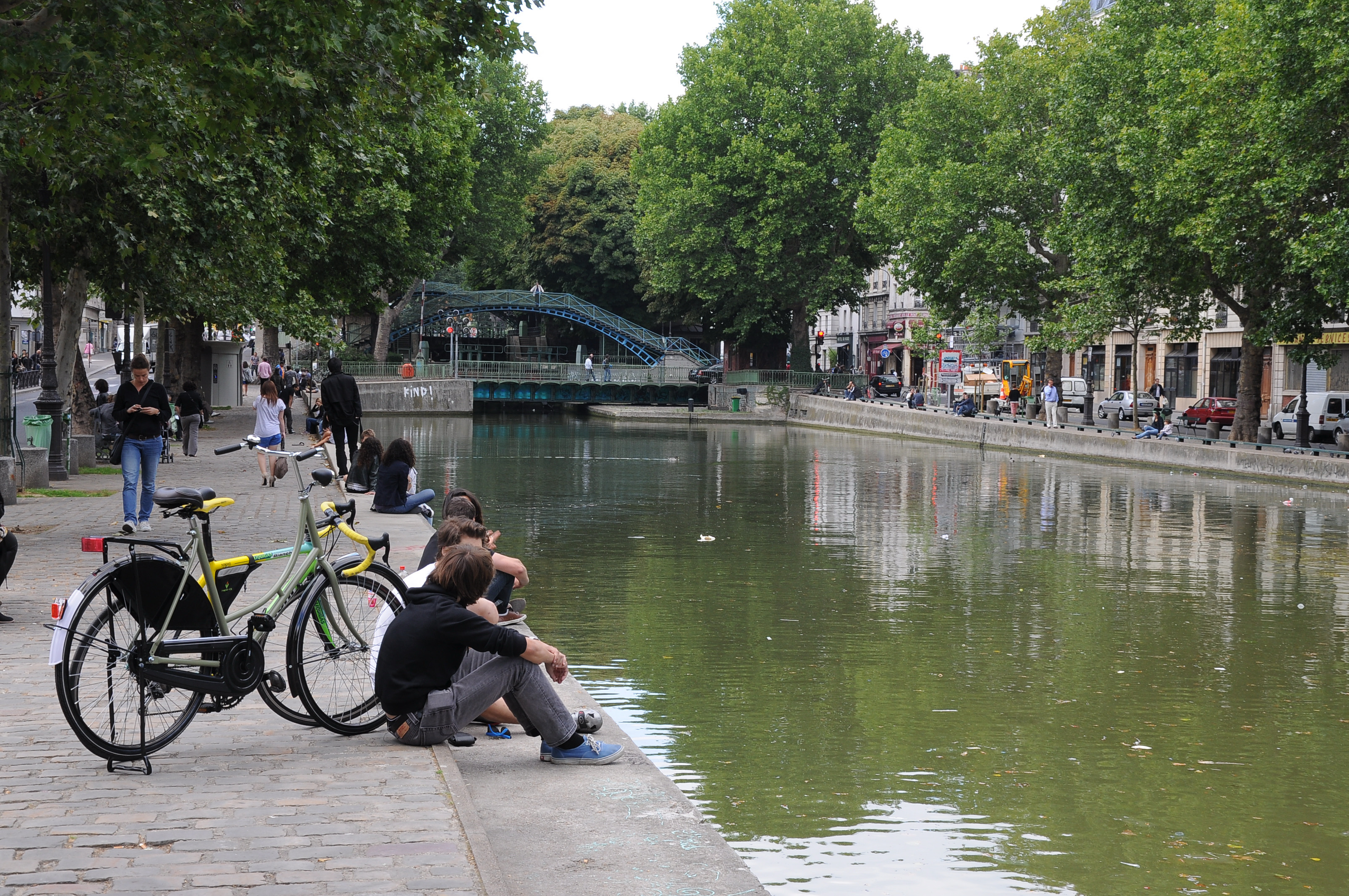
Vue d'ensemble.
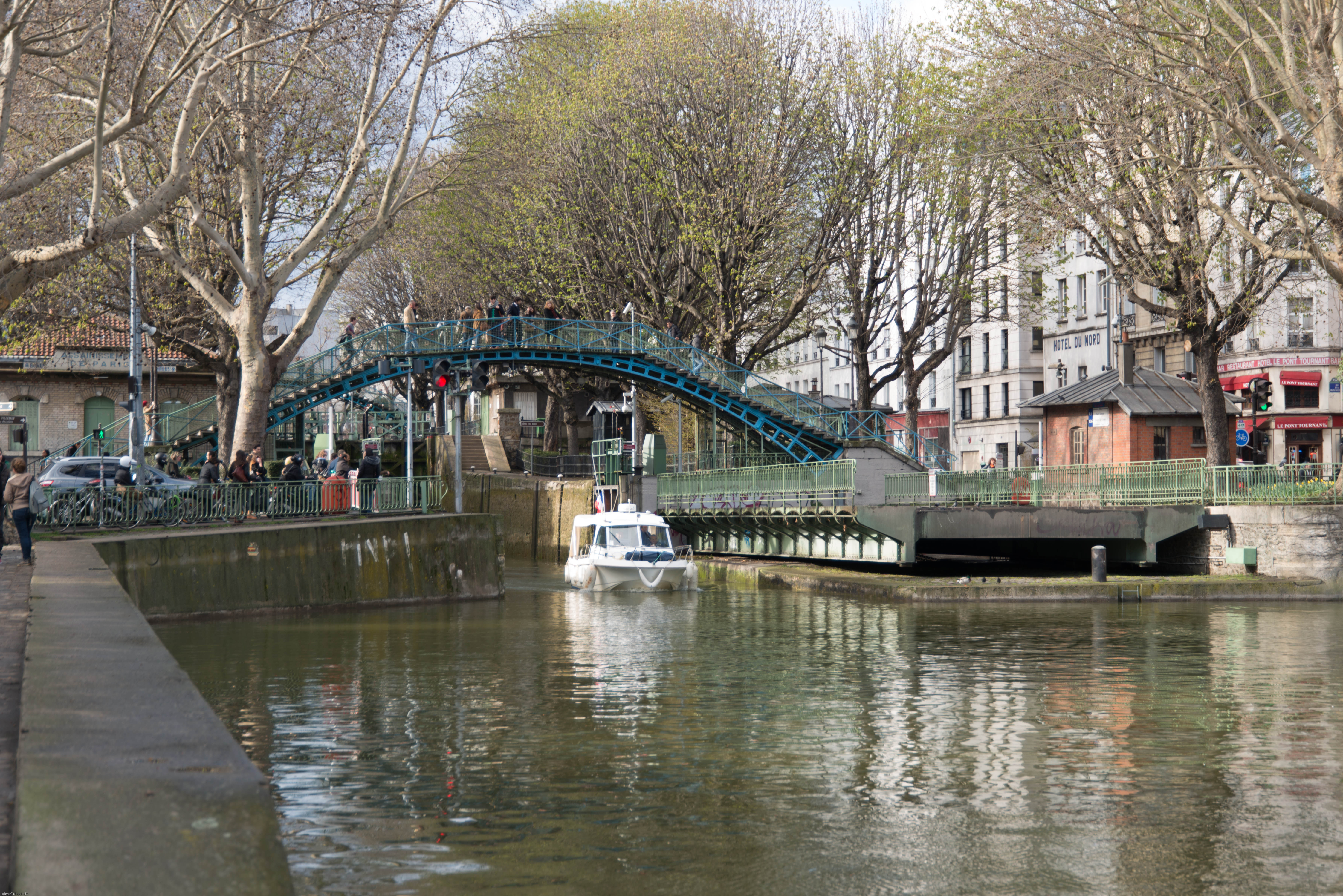
Le pont tournant laissant le passage à une vedette.